# Royan
Royan, en occità Roian, és un municipi francès, situat al departament del Charente Marítim i a la regió de la Nova Aquitània. L'any 2005 tenia 18.100 habitants.
Aquesta vila actualment basa la seva economia en el turisme i la cultura. És un gran centre turístic, amb urbanitzacions, hotels i altres equipaments.
Té dos ports: un pesquer i un esportiu. En aquest municipi Pablo Picasso va pintar la seva obra Retrat de Jaume Sabartés amb Gorgera i Barret

## Llocs d'interès
- Església Notre-Dame
- Palau de les congreses
- Port
- Platja de La grande conche

## Fills i filles il·lustres
- Pierre Dugua de Mons
- Jacques Fontaine III
- Auguste Rateau